# 삼성 갤럭시 Z 폴드 2
삼성 갤럭시 Z 폴드 2 (영:Samsung Galaxy Z Fold 2)는 삼성전자가 개발한 안드로이드 기반 폴더블 스마트폰이다. 갤럭시 폴드를 계승하는 삼성 갤럭시 Z 시리즈의 후속작이다. 2020년 8월 5일 삼성 갤럭시 언팩 행사에서 삼성 갤럭시 노트 20, 노트 20 울트라 및 삼성 갤럭시 탭 S7, 갤럭시 버즈 라이브, 갤럭시 워치 3와 함께 처음 공개되었다. 9월 1일에 가격과 기능에 대한 세부사항이 공개되었다.

## 디자인
완전히 플라스틱으로 된 OLED 스크린을 채용한 갤럭시 폴드와 달리 30 μm 두께의 '울트라 씬 글래스(Ultra Thin Glass, UTG)로 화면을 보호했다. UTG 필름은 슈호트 사(Schott AG)에서 제공받은 자재를 삼성전자가 가공하여 제작한다. 외부 디스플레이에는 알루미늄 프레임과 함께 기존 고릴라 글래스가 채택되었다. 힌지 매커니즘은 기존 Z 플립과 상당 부분 유사하다. 이것의 예로 나일론 극세사를 사용하여 내부를 먼지로부터 보호하고 75~115도까지 힌지의 자립이 가능하다. 그리고 전원 버튼이 지문 센서와 통일되어 있으며 볼륨 버튼은 그 아래에 위치한다. 미스틱 브론즈, 미스틱 블랙 중 색상을 선택할 수 있으며 한정판 톰 브라운 모델도 구매가 가능하다. 특정 국가에서는 주문 단계에서 경첩의 색상을 선택할 수 있으나 나머지 국가에서는 기본 색상과 동일한 힌지 색상이 자동으로 선택된다.

## 갤러리

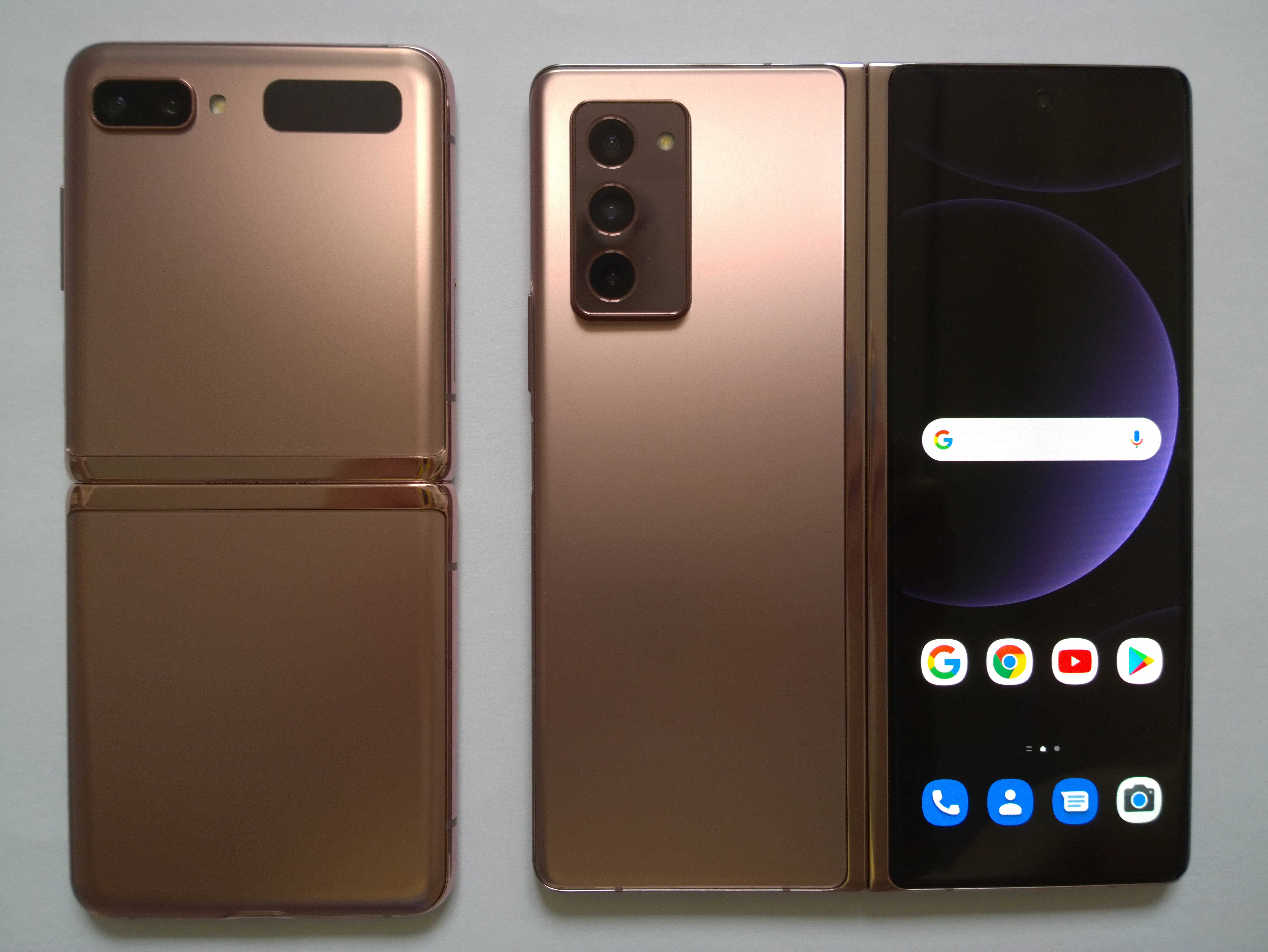
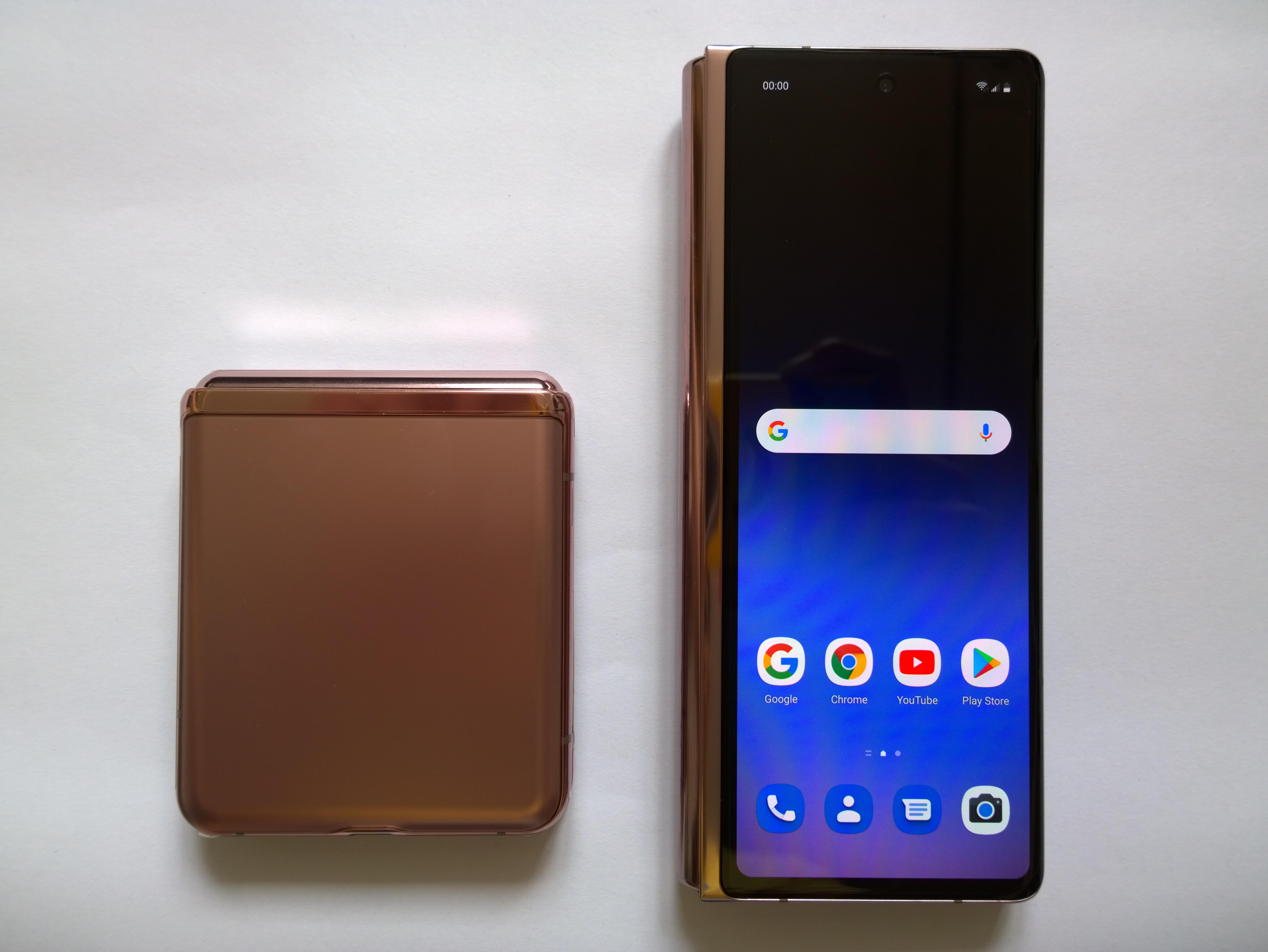
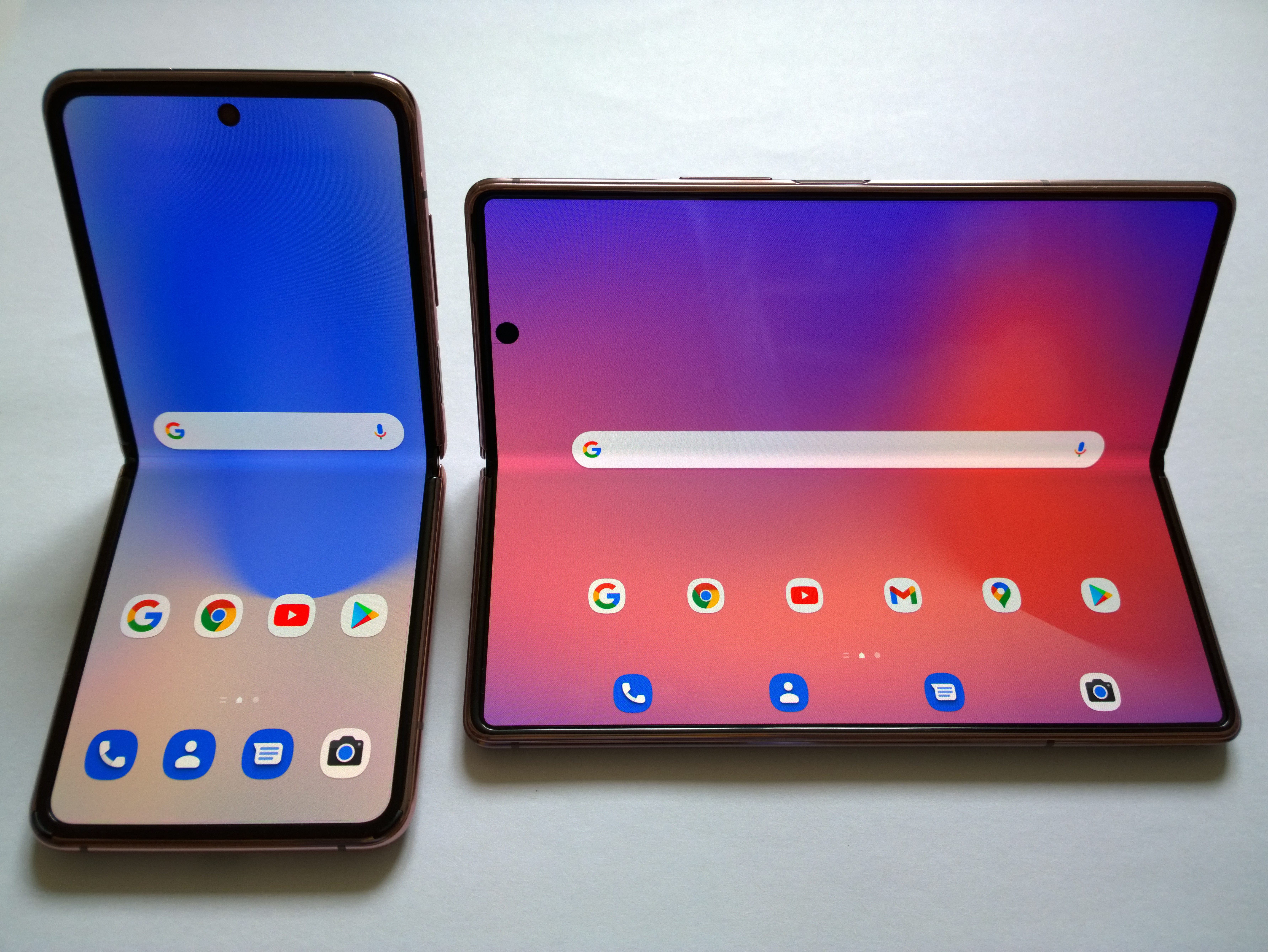
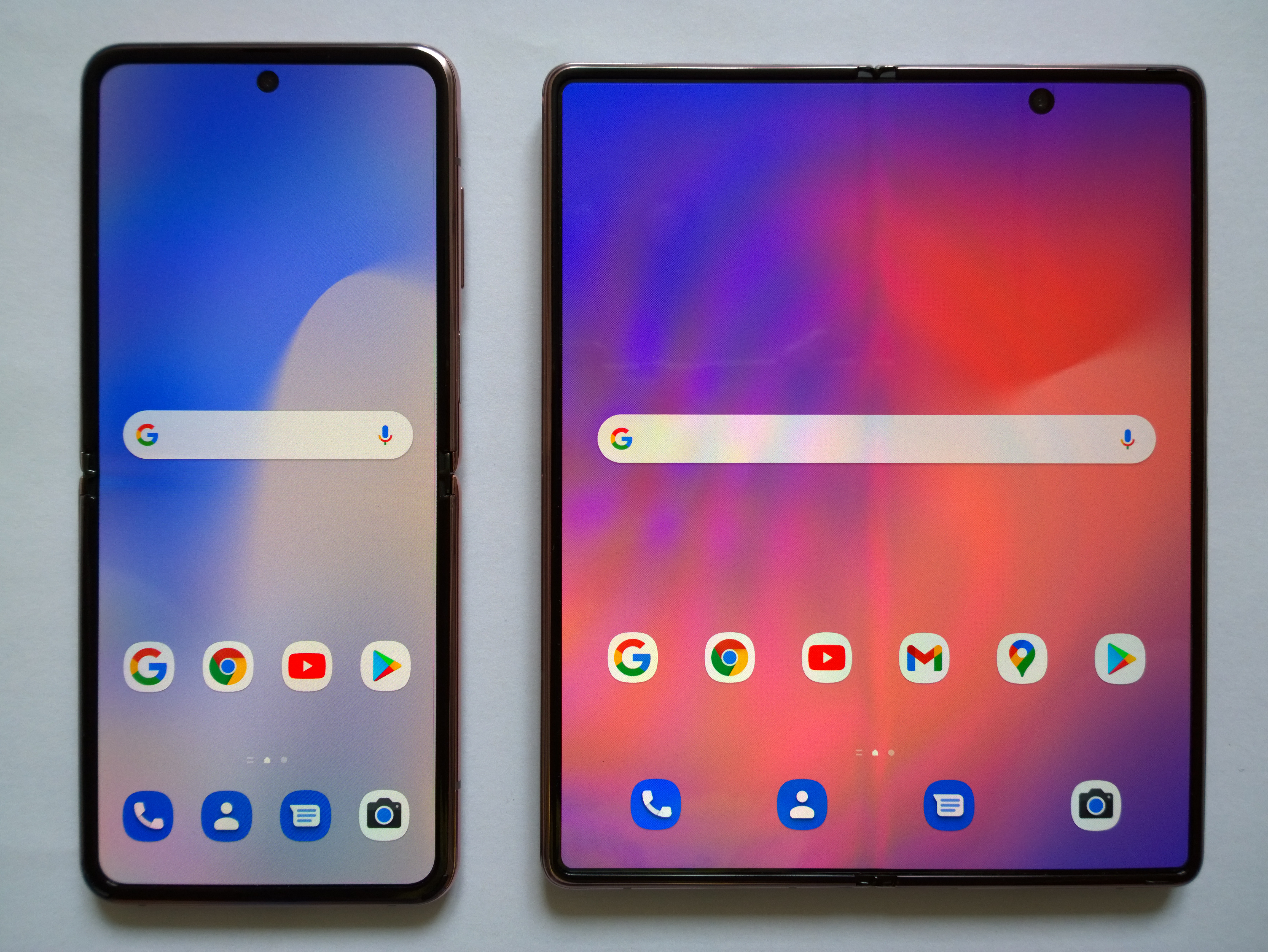

## 같이 보기
- 삼성 갤럭시 Z 시리즈
- 삼성 갤럭시 Z 플립